# Глобоко-об-Дравині
Глобоко-об-Дравині (словен. Globoko ob Dravinji) — поселення в общині Польчане, Подравський регіон‎, Словенія.